# St. Leodegar (Friedingen)

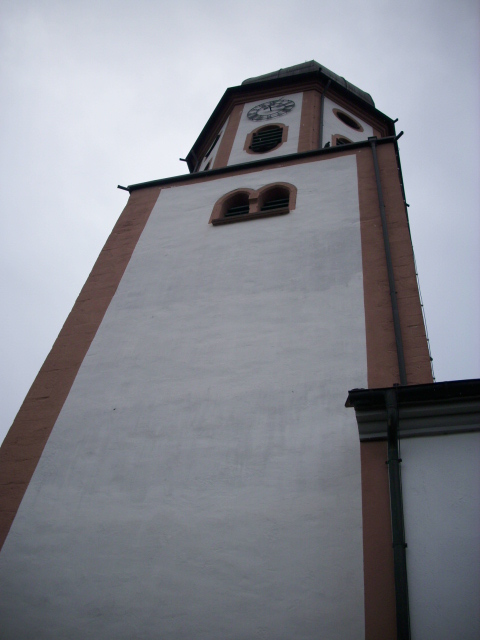
Kirchturm St Leodegar Friedingen

Die Kirche St. Leodegar ist eine römisch-katholische Pfarrkirche in Friedingen, einem Stadtteil von Singen (Hohentwiel) im Landkreis Konstanz in Baden-Württemberg. Sie ist dem Leodegar von Autun (Gedenktage: 2. und 3. Oktober) geweiht.

## Geschichte

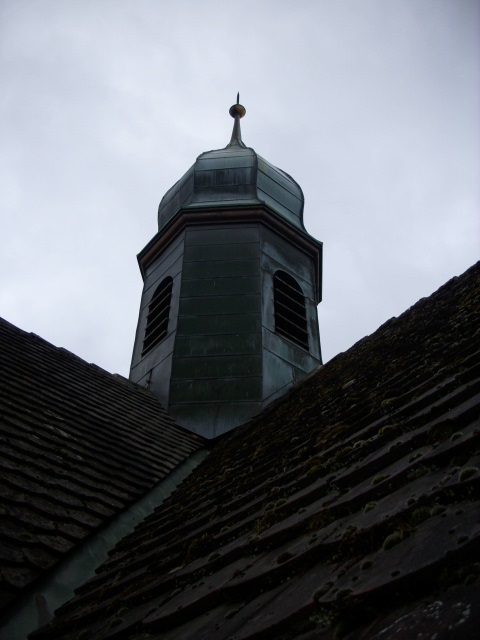
Dachreiter

Das heutige Erscheinungsbild der zweitürmigen Saalkirche ist das Ergebnis zahlreicher baulicher Veränderungen der vergangenen Jahrhunderte.
In Friedingen wurde bereits 1194 eine Kirche und 1275 eine Pfarrei St. Leodegar erwähnt. Der Ostturm der heute zweitürmigen Saalkirche wurde bis zu einer Höhe von etwa 16 m gegen Ende des 13. Jahrhunderts erbaut und war zunächst der Kirchturm einer Chorturmkirche. Im Chor der ehemaligen Chorturmkirche haben sich gotische Wandmalereien erhalten. Die Kirche St. Leodegar ist somit die älteste und gleichzeitig die einzige zweitürmige Kirche im heutigen Gebiet der Stadt Singen (Hohentwiel) und in der Seelsorgeeinheit Mittlerer Hegau.
Am Turm sind an drei Seiten die gotischen auf etwa der halben Turmhöhe befindlichen Schallöffnungen als Doppelarkaden ausgeführt. Sie befinden sich an der Stelle des früheren Glockenstuhls, der, aufgrund des Kirchenneubaus 1728 und der damit verbundenen Turmerhöhung, weiter nach oben verlegt wurde.
1963 erfolgte eine Erweiterung des Kirchenbaus durch einen neuen Chor und zwei Seitengiebel in westlicher Richtung, wobei die drei alten Gemälde, die vorher die Decke verzierten, wohl zerstört worden sind. Zum Abschluss dieser Arbeiten wurde der neue Anbau mit einem Dachreiter gekrönt, der ein kleineres Abbild des Hauptturmes darstellt. Der gesamte Innenraum der Kirche ist seither um 180 Grad gedreht.
Bei der letzten Baumaßnahme 2003 wurde die Kirche um einen Anbau erweitert, in dem sich ein Lift befindet.

## Beschreibung

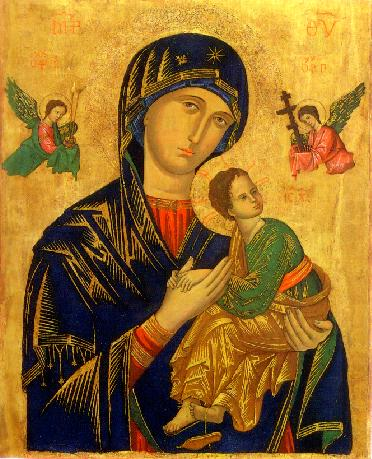
Eine Kopie dieses römischen Gnadenbildes „Unserer Lieben Frau von der immerwährenden Hilfe“ aus Sant’Alfonso in Rom befindet sich in der Kirche

### Kirchengebäude
Die Kirche St. Leodegar befindet sich am zentralen Platz am Rathaus im historischen Ortskern von Friedingen. Bis 1838 war die Kirche von einem Friedhof umgeben, von dem seit der Kirchenerweiterung 1964 nur noch sehr wenige Grabsteine erhalten sind.

### Ausstattung
Im ehemaligen Chorraum aus dem 13. Jahrhundert, der heute als Turmkapelle bezeichnet wird, befinden sich gotische Wandmalereien, wie das Jüngste Gericht oder das Martyrium des heiligen Leodegar, sowie Symbole der vier Evangelisten. Auf der linken Seite ist in einer Mauernische das Heilige Grab zu sehen.

#### Altare
Die Kirche ist mit drei Altären ausgestattet. Der Hochaltar zeigt den Tod des Heiligen Leodegar in der Mitte und darüber die Darstellung der drei Hausherren von Radolfzell. Auf dem rechten Seite befindet sich der Altar des Heiligen Georg. Darüber befindet sich eine Darstellung des Fegefeuers. Auf der linken Seite befindet sich der Sebastians- oder Marienaltar, der im oberen Bild das Martyrium des Heiligen Sebastian zeigt.

#### Gnadenbild Unserer Lieben Frau von der immerwährenden Hilfe
Links neben dem Sebastians- oder Marienaltar an der Wand befindet sich eine geweihte Kopie des Gnadenbild Unserer Lieben Frau von der immerwährenden Hilfe, dessen Original sich in der Kirche Sant’Alfonso in Rom, unweit der Patriarchalbasilika Santa Maria Maggiore an der Via Merulana befindet. Das Bild wurde anlässlich der Gründung der Maria Hilf-Bruderschaft 1889 nach Friedingen gebracht und am 8. Mai feierlich aufgestellt, was bis in die 1960er Jahre hinein zu großen Pilgerströmen führte.

#### Antonius von Padua
Wie in vielen katholischen Kirchen befindet sich auch hier ein Opferstock des Hl. Antonius von Padua. In der Wand auf der rechten Seite des Georgsaltars wurde der Opferstock vermauert. Darüber befand sich eine schön ausgearbeitete Mauernische mit Rundbogen und der Figur des Heiligen Antonius von Padua. Diese wurde leider während der Renovierungsarbeiten 2012 entfernt. Der Opferstock hingegen wurde ohne Antonius von Padua in der Mauer belassen, was möglicherweise zur Verwunderung von Besuchern führen könnte.

#### Prager Jesulein
Neben etlichen Figuren und sonstigen Schmuckstücken, die nur zu bestimmten Festtagen in der Kirche aufgestellt werden, verfügt die Kirche über eine Kopie des Prager Jesulein. Das Prager Jesulein wird zu Weihnachten auf dem Sebastians- oder Marienaltar aufgestellt, während sich auf dem Georgsaltar die Grippe mit der Stadt Bethlehem befindet.

#### Orgel
Die Orgel im historischen Gehäuse von Blasius Schaxel ist ein Werk von Freiburger Orgelbau August Späth aus dem Jahr 1982 mit 23 Registern.

### Glocken

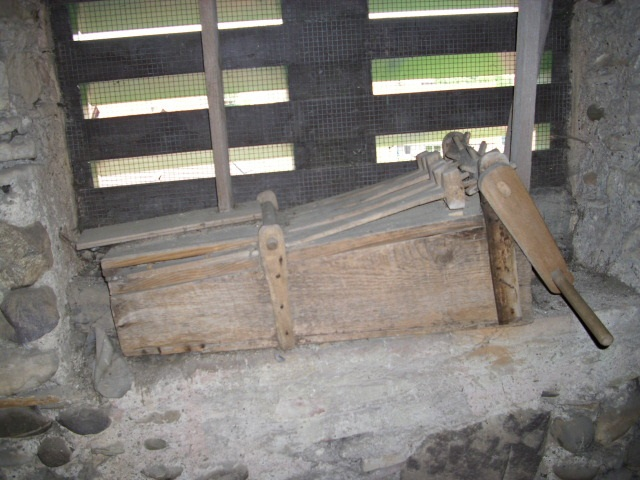
Rätsche

In den drei Glockenstuben der Kirche St. Leodegar befindet sich ein Geläute aus insgesamt vier Glocken aus Bronze, die sich auf beide Türme verteilen. Im hölzernen Glockenstuhl des Hauptturmes, der die obere, achteckige Glockenstube, die nach der Turmerhöhung entstand, nur etwa bis zur Hälfte ausfüllt, sind die drei größeren Glocken nebeneinander, in Ost-West-Ausrichtung, angeordnet. In der darunterliegenden Glockenstube aus dem 13. Jahrhundert befindet sich eine Rätsche, die die Kirchenglocken zwischen Karfreitag und der Osternacht ersetzt.
Für die kleinste Glocke wurde im Dachreiter über der Vierung aufgrund einer Glockenspende 2012, ein zweiter, hölzerner Glockenstuhl eingebaut. Durch die neu hinzu gekommene Glocke wurde das Te-Deum-Motiv im Hauptturm zum Idealquartett des Gesamtgeläutes ergänzt, welches erstmals am 13. März 2013 zur Wahl von Papst Franziskus von allen Türmen schallte.
| Glocke | Name                            | Gießer, Gussort, Gussjahr                | Durchmesser | Masse  | Schlagton (HT-1⁄16) | Einzelläuten bis 13. März 2013     | Einzelläuten seit 13. März 2013                               |
| ------ | ------------------------------- | ---------------------------------------- | ----------- | ------ | ------------------- | ---------------------------------- | ------------------------------------------------------------- |
| 1      | Christus der König des Friedens | F. W. Schilling, Heidelberg, 1956        | 1021 mm     | 706 kg | g′–7                | Sonn- und Feiertage als Erstgeläut | Sonn- und Feiertage als Erstgeläut ohne Fastenzeit und Advent |
| 2      | St. Leodegar                    | Valentin Allgeyer, Friedingen, 1670      | 820 mm      | 375 kg | b′–6                | 6, 12 und 19 Uhr                   | Sonntage Fastenzeit und Advent als Erstgeläut                 |
| 3      | Marienglocke                    | F. W. Schilling, Heidelberg, 1956        | 777 mm      | 304 kg | c″–7                | 11 und 19 Uhr nach Glocke 2        | 6, 12 und 19 Uhr                                              |
| 4      | St. Barbara und St. Katharina   | Glockengießerei Bachert, Karlsruhe, 2012 | 700 mm      | 250 kg | es″–8               |                                    | 11 Uhr, 19 Uhr nach Glocke 3 und zur Wandlung                 |

In den Uhrschlag der Turmuhr sind die drei größeren Glocken einbezogen: Glocke 1 schlägt zur vollen Stunde, die Glocken 2 und 3 sind am Viertelstundenschlag beteiligt.
Ein Hörbeispiel der Glocken liefert die Internetseite der Glockeninspektion des Erzbistums Freiburg.

#### Leodegarglocke

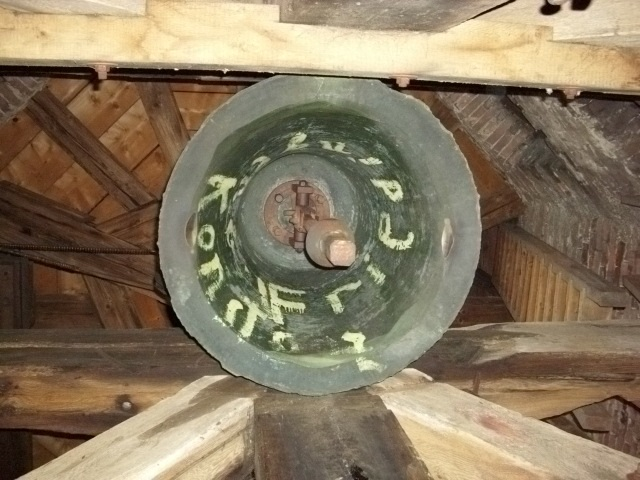
Leodegarglocke

Die im Jahre 1670 von „Algayer von Constanz“ im Beisein des Pfarrherrs Johann Lindtner und Bürgermeisters Johann Frey gegossene Glocke, die dem Heiligen Leodegar von Autun geweiht ist, stellt eine Besonderheit dar. Anders als bei anderen Wetterglocken mit der lateinischen Inschrift Vivos voco. Mortuos plango. Fulgura frango. ist hier deutsch zu lesen:
Diese Abwehrformel ist auch das Motto für Schillers Das Lied von der Glocke. Diese älteste Glocke, welche vom Glockenfriedhof in Hamburg gerettet werden konnte und deren Stahljoch 2012 durch ein Holzjoch ersetzt wurde, war bis 13. März 2013 zum Angelusläuten, nicht zum Wetterläuten, als die am häufigsten geläutete Glocke zu hören. Mit der neuen Glocke im Dachreiter soll diese wertvolle Glocke entlastet werden, weshalb für die Kirche St. Leodegar eine neue Läuteordnung erstellt wurde.

## Friedhof
Jahrhundertelang war um die Pfarrkirche der Friedhof angelegt. Seit 1838 wurden die Toten dann auf dem neuen, am 28. Juni 1839 geweihten Friedhof außerhalb des Dorfes, etwa 600 Meter von der Kirche entfernt gelegen, bestattet. 1876 wurden die Grabmale des alten Friedhofs entfernt, einige wenige an der Südseite der Kirche aufgestellt, so das des Erbauers der Kirche, Gervasius Löhle, und das Grabmal des Josef Fidel Graf von Thurn und Waldsassina.